# Straßenbahndepot Madlow

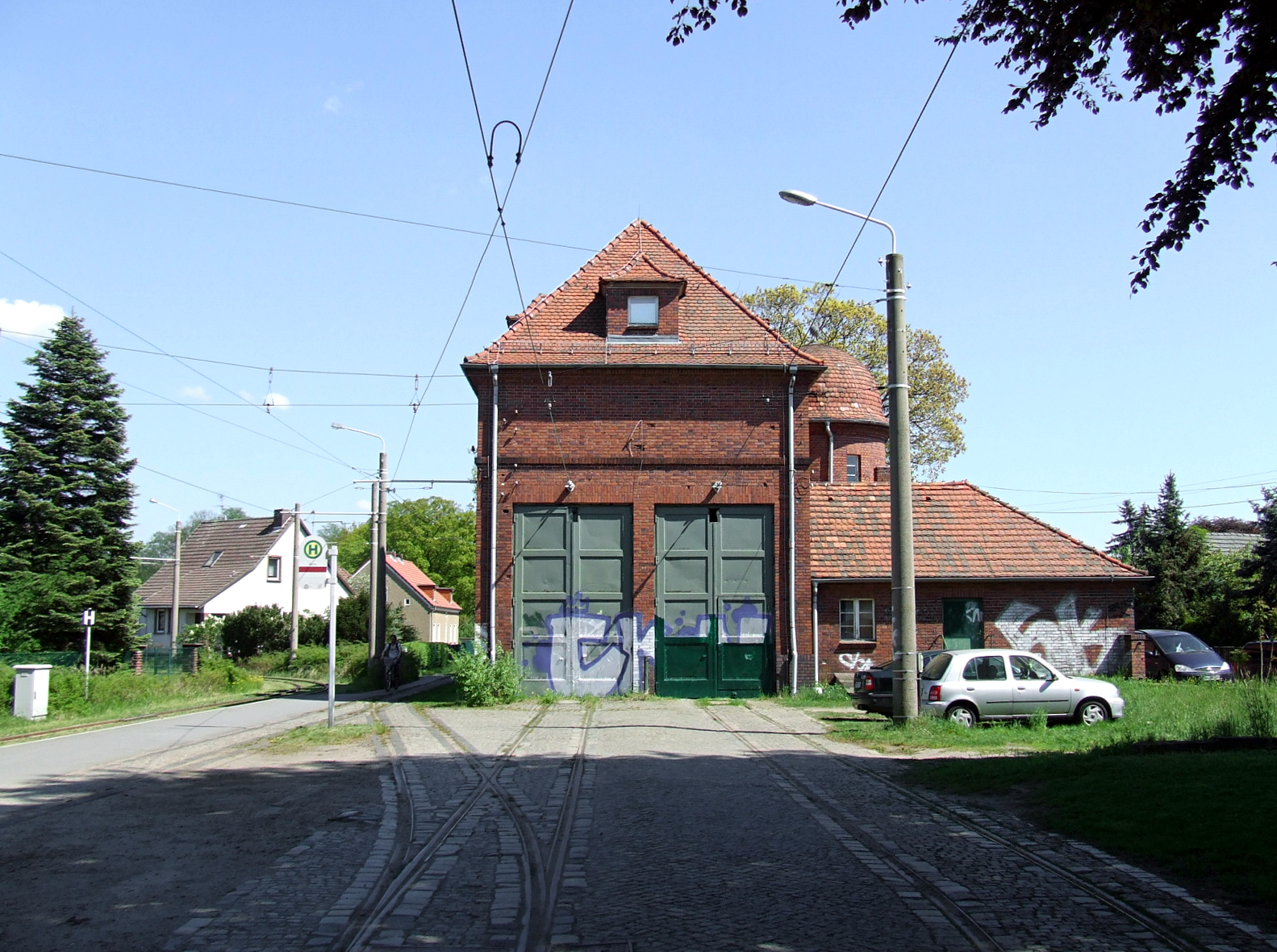
Straßenbahndepot Madlow (2016)

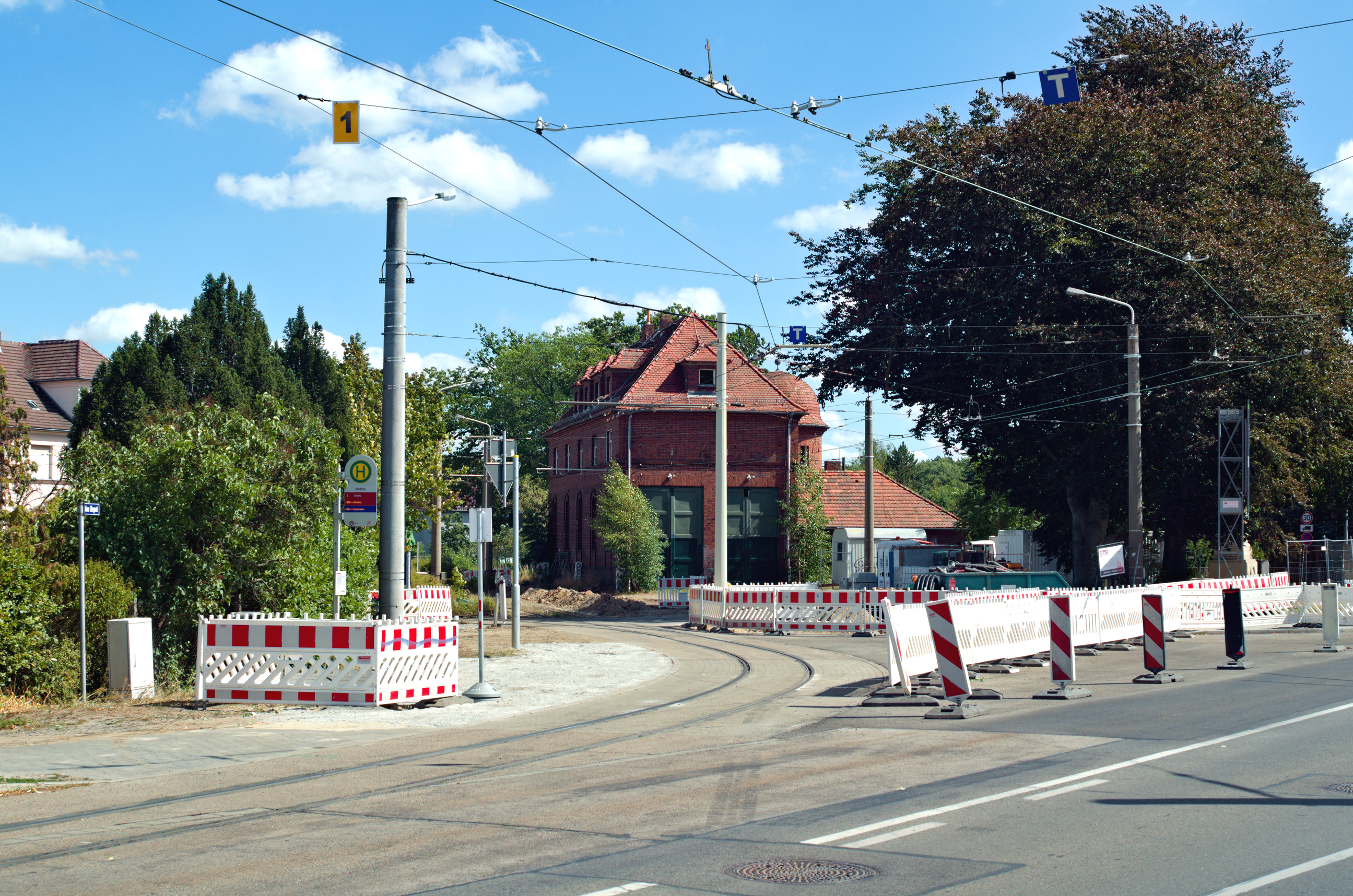
Gesamtansicht der Wendeschleife während des Umbaus der dortigen Tramhaltestelle (November 2019)

Das ehemalige Straßenbahndepot Madlow liegt im Stadtteil Madlow der Stadt Cottbus in Brandenburg. Es befindet sich an der Wendeschleife der Straßenbahn an der Haltestelle Madlow am südlichen Ende der Tramlinie 3. Das Straßenbahndepot ist heute nicht mehr mit dem Schienennetz verbunden; das Gebäude, die Gleisanlagen und die Einfriedung sind eingetragene Baudenkmale in der Denkmalliste des Landes Brandenburg.

## Geschichte und Architektur
Am 2. Juni 1925 beschlossen die Stadtverordnetenversammlung von Cottbus und die Madlower Gemeindevertretung die Verlängerung der südlichen Straßenbahnlinie, die damals am Südfriedhof endete, bis nach Madlow. Im Gegenzug trat die Gemeinde Madlow einen Teil ihrer Fläche an die Stadt Cottbus ab. Der Bau des Straßenbahndepots wurde im März 1927 fertig gestellt, am 13. Juni 1927 wurde es eröffnet. Im Februar 1970 wurde neben dem Depot eine Wendeschleife gebaut, da bei den neu beschafften Wagen der Ein- und Ausstieg nur noch auf der rechten Seite möglich war. Im Dezember 1998 wurde das Gebäude von einem privaten Eigentümer gekauft. Zu dieser Zeit wurde es bereits nicht mehr als Depot benutzt, stattdessen waren dort historische Triebwagen untergestellt. Im Zuge der Sanierung der Wendeschleife wurde das Depot im September 2010 vom Cottbuser Gleisnetz getrennt. 2019 wurde die Haltestelle Madlow an der Wendeschleife modernisiert. Bemerkenswert ist die Pflasterung im Bereich des Depots, mit der die Lage der Gleise sichtbar nachgestaltet wurde.
Das Straßenbahndepot ist ein zweigeschossiger L-förmiger Bau aus Mauerwerk mit Verblendklinkern unter einem Walmdach. An der Westseite befinden sich zwei große Stahltore als Zufahrten zum Gebäude. Die sehr hohe erste Etage mit der ehemaligen Werkstatt und die obere Etage werden durch ein Sohlbankgesims getrennt. Im Norden befinden sich fünf sehr hohe Rundbogenfenster, im oberen Geschoss kleinere Rechteckfenster. Das Dach ist auf allen Seiten mit Dachhäusern versehen. Im Süden sind ein niedriges Nebengebäude mit Walmdach und ein runder Treppenturm mit kuppelartigem Aufsatz angebaut. Südlich des Depots erstreckt sich eine niedrige Einfriedung.